# ペレムィシュリ公国 (プシェムィシル)
ペレムィシュリ公国（ロシア語: Перемышльское княжество）とは、ペレムィシュリ（現プシェムィシル）を首都として11 - 13世紀に存在した、ルーシの公国の一つである。

## 歴史
1084年、イズゴイ・クニャージ（何処の領土に関しても継承権を持たない公）となっていたロスチスラフ・ウラジミロヴィチの子らによって、ヴォルィーニ公国から分離した。具体的には、ロスチスラフの子らは一時ヴォルィーニ公国の首都・ウラジーミル・ヴォリンスキーを陥とすが、ヴォルィーニ公ヤロポルクとの戦争に破れる。その後、キエフ大公フセヴォロド1世の裁量によって、ロスチスラフの子の中のリューリクが公国を受領したことによる。1092年にリューリクは子のないまま死亡し、その弟のヴォロダリが公位に就いた。
1097年のリューベチ諸公会議によって、ペレムィシュリ公国はヴォロダリの世襲領となることが決まった。しかし同年、ヴォルィーニ公ダヴィドがヴォロダリの弟で、同会議でテレボヴリ公となったヴァシリコを襲い、リューベチ諸公会議での決定事項を反故にした。さらにはキエフ大公スヴャトポルク2世がテレボヴリ公国を狙っていた。それに対し、ヴォロダリらは1098年にキエフとチェルニゴフの軍勢を破った。また、1099年のヴャグルの戦いではポロヴェツ族のボニャークと同盟し、ハンガリー王国軍を破った。
1124年のヴォロダリの死後、ペレムィシュリ公国とズヴェニゴロド公国をヴォロダリの子らが領有した。ズヴェニゴロド公となったウラジーミルは、ハンガリー王国の協力を得て、ペレムィシュリ公国を自領に加えようとした。一方ペレムィシュリ公となったロスチスラフは、テレボヴリ公ロスチスラフ、ガーリチ公イヴァン、キエフ大公ムスチスラフ1世らの援助を得て対抗した。
その後ウラジーミルがペレムィシュリ公となり、先に死亡したロスチスラフ領のテレボヴリ公国、イヴァン領のガーリチ公国を継承し、これらの公国を統合したガーリチ公国が成立した（1141年のイヴァンの死後に首都をペレムィシュリからガーリチに移転）。また1144年にズヴェニゴロド公イヴァンによるガーリチ蜂起を鎮圧した後、ズヴェニゴロドとイヴァンの私領をも併合した。
このようにしてペレムィシュリ公国はガーリチ公国の一部となった。さらにガーリチ公国は1199年にヴォルィーニ公国と合併してガーリチ・ヴォルィーニ大公国となる。この時期には、1210年 - 1211年に分領地公としてスヴャトスラフがペレムィシュリ公に着任、1214年にポーランド王レシェク1世が領有、1226年 - 1227年にかけてハンガリー王国の王子でガーリチ公のアンドラーシュの分領地、1235年 - 1238年にルーシ系のガーリチ公ダニール領となるなど、ルーシ・ポーランド・ハンガリーの3勢力が絡む統治者の変遷が見られた。首都のペレムィシュリは現在はポーランドのプシェムィシルとなっている。